# سد سمپور
سد سمپور (به لاتین: Sempor Dam) یک سد خاکی در اندونزی است که در کبومن واقع شده‌است.